# نشان ملی اسپانیا
نشان ملی اسپانیا در سال ۱۹۸۱ میلادی به موجب قانون، جایگزین نشان رسمی حکومت فرانکو (۱۹۳۶- ۱۹۷۵) گردید؛ قسمت‌های مختلف به ترتیب نماد سلسله کاستیل، پادشاهی لئون، پادشاهی آراگون، پادشاهی ناوارا، پادشاهی گرانادا و دودمان بوربون است. همچنین دو ستون کناری نماد ستون‌های هرکول هستند که در منابع اساطیری از آن‌ها در تنگه جبل‌طارق و به عنوان نگهدارنده‌های جهان یاد شده‌است.

## نگارخانه

نشان رسمی اسپانیا در زمان فرانکو (۱۹۳۹-۱۹۴۵)
نشان رسمی اسپانیا در زمان فرانکو (۱۹۴۵- ۱۹۷۷)
نشان رسمی اسپانیا پس از سقوط فرانکو(۱۹۷۷-۱۹۸۱)